# Caffè Moak
Caffè Moak é uma sociedade por ações italiana que produz café torrado, fundada em 1967, com sede em Modica, no Livre consórcio municipal de Ragusa, na Sicília.

## História
Fundada em 1967 por Giovanni Spadola, como uma pequena empresa para a torrefação e distribuição de café, 
posteriormente expandiu a área de distribuição, passando a ser uma sociedade por ações em 2005 e ter dimensão nacional e posteriormente internacional.
Quanto ao nome da empresa, Spadola assumiu o topônimo dodominação árabe na Sicília, Mohac (Módica) e o mudou para
Moak.

## Iniciativas
Desde 2002, a empresa promove anualmente um concurso nacional de narrativa, o "Café Literário", ao qual foram adicionados os concursos de fotografia e comunicação visual.
A iniciativa homenageia anualmente um representante de destaque da literatura mundial. Em 2020, por exemplo, o ícone gráfico do evento era o Tonino Guerra.

## Prêmios
- “Impresa vincente” (Roadshow de Intesa Sanpaolo 2019)[6]